# Polly Perkins
Gillian Nessie Arnold, más conocida como Polly Perkins, es una actriz británica conocida por haber interpretado a Trish Valentine en Eldorado y a Rose Cotton en la serie EastEnders. 

## Biografía
Es hija de Mitzi y Dickie Arnold. Sus padres se divorciaron y su madrastra es Dottie Arnold.
Tiene dos hijos: el cantante Timothy "Tim" Marcus Arnold y el director de cine Andrew David "Toby" Tobias, de relaciones diferentes.
Es muy buena amiga de la actriz June Brown.

## Carrera
En 1992 se unió al elenco de la serie británica-española Eldorado, donde interpretó a Trish Valentine hasta el final de la serie en 1993.
El 22 de agosto de 2011, se unió al elenco principal de la popular serie británica EastEnders, donde interpretó a Rose Elizabeth Cotton hasta el 19 de julio de 2012. En 2012 se anunció que Polly dejaría la serie.

## Filmografía
Series de televisión
| Año         | Título                | Papel            | Notas                           |
| ----------- | --------------------- | ---------------- | ------------------------------- |
| 2011 - 2012 | EastEnders            | Rose Cotton      | 69 episodios                    |
| 1992 - 1993 | Eldorado              | Trish Valentine  | 33 episodios                    |
| 1983        | Play for Today        | Carrie           | episodio "Wayne and Albert"     |
| 1983        | Nanny                 | Mrs. Knowles     | episodio "Into the Blitz"       |
| 1980        | Flickers              | Enfermera        | episodio # 1.4 - miniserie      |
| 1975        | The Sweeney           | Cantante         | episodio "Trap"                 |
| 1973        | Menace                | Cantante del Pub | episodio "Tom"                  |
| 1963        | BBC Sunday-Night Play | Angela           | episodio "She's a Free Country" |

Películas
| Año  | Título              | Personaje    | Notas                                                                                               |
| ---- | ------------------- | ------------ | --------------------------------------------------------------------------------------------------- |
| 2000 | The Mumbo Jumbo     | Jueza        | junto a Jamie Walters, Joss Ackland, John Inman, Nigel Davenport, Sylvester McCoy & Richard O'Brien |
| 1981 | Take It or Leave It | Mamá de Mark | junto a Lee Thompson, Carl Smyth, Dan Woodgate & Chris Foreman                                      |
| 1964 | The Colony          | Enfermera    | junto a Stan Crooke, Victor Williams & Bernice Smith                                                |

Autobiografía
| Año | Título         |
| --- | -------------- |
| -   | Far Too Dainty |

Teatro
| Año  | Obra                | Personaje | Notas |
| ---- | ------------------- | --------- | ----- |
| 2011 | Secrets of Soho     | -         | -     |
| -    | The Gaslight        | -         | -     |
| -    | The Directors Lodge | -         | -     |
| -    | The Gargoyle        | -         | -     |
| -    | The Piano Bar       | -         | -     |
| -    | Madam Jo-Jo’s       | -         | -     |
| -    | Je Ne Regrette Rien | -         | -     |
| -    | Let My People Come  | -         | -     |
| -    | Salad Days          | -         | -     |
| -    | High Society        | -         | -     |
| -    | Cabaret             | -         | -     |
| -    | Blood Bothers       | -         | -     |